# وادقان
وادقان (کاشان)، روستایی از توابع بخش نیاسر شهرستان کاشان در ایران است.
وادقان روستایی کوهستانی و ییلاقی در ارتفاع ۱۸۹۷ متری از سطح دریا، در ۴۶ کیلومتری غرب شهرستان کاشان واقع شده‌است.

## جمعیت
این روستا در دهستان کوه دشت قرار دارد و براساس سرشماری مرکز آمار ایران در سال ۱۳۸۵، جمعیت آن ۲۹۰ نفر (۱۲۲خانوار) بوده‌است.

## موقعیت
این روستا در همسایگی نزدیک با روستای ون و «سار» و از هر طرف با فاصله دو کیلومتر قرار گرفته‌است. نزدیک به ۲۰۰ نفر سکنه ثابت دارد که شغل اکثر سکنه آن دامداری و کشاورزی خرد است. مهمترین محصولات درختی و باغی آن از قدیم گردو و بادام بوده و مهمترین فعالیت اقتصادی وابسته به کشاورزی سکنه آن تولید گلاب گل محمدی می‌باشد که در فصل بهار پس از جمع‌آوری از مزارع پرورش این گل تولید می‌شود. شغل اغلب زنان و دختران این روستا به شکل سنتی از قدیم قالی‌بافی بوده که در سالهای اخیر به دلیل رکود در بازار فرش سنتی ایران، از رونق آن کاسته شده‌است.
زیارت امام زاده احمدبن موسی و مجتمع فرهنگی-مذهبی مهدیه وادقان از مکان‌های عمومی شاخص روستا است.

## وجه‌تسمیه
دست‌کم تا حدود قرن ۱۰ هجری نام این روستا «بادقان» بوده و بر همان اساس «محمدشریف» شاعر هندی‌سرای قرن ده و از اهالی این روستا به «شریف‌بادقانی» مشهور بوده‌است و به نظر می‌رسد کم‌کم در گویش متداول «بادقان» به «وادقان» تغییر نموده‌است. از سیر تطور و وجه‌تسمیهٔ اصلی این روستا قبل از آن اطلاع مستند دقیقی در دست نیست. وادقان که معرب واژه وادکان است، به معنای جایی است که باد زیادی در آنجا می‌دمد…

## روستای دوستدار کتاب ایران
در بهمن ماه ۱۳۹۸، روستای وادقان به عنوان یکی از ۱۰ روستای دوستدار کتاب ایران در ششمین جشنواره روستاها و عشایر دوستدار کتاب ایران انتخاب و معرفی شد. این موفقیت حاصل تلاش و همکاری کتابخانه‌های عمومی شهدا و مهدیه وادقان بود.
- مستندشماره یک ارسالی روستای وادقان به جشنواره
- مستندشماره دو ارسالی روستای وادقان به جشنواره
- مستندشماره سه ارسالی روستای وادقان به جشنواره